# Thang Nghĩa Phương
Thang Nghĩa Phương, sinh năm Tân Mùi (1451) tại xã Cẩm Chương, tổng Tam Sơn, huyện Đông Ngàn, phủ Từ Sơn, nguyên quán ở Chí Linh, Hải Dương, hậu duệ của Thang Đại Đạt. Ông thi đậu tiến sĩ kỳ thi năm Tân Sửu thời Hồng Đức (1481)và làm quan đến chức hữu thị lang ở bộ Lễ.